# Чепа (Берегівський район)
Че́па (угор. Csepe) — село в Пийтерфолвівській сільській громаді Берегівського району Закарпатської області України.
Перші згадки про Чепу виявлені в письмових джерелах 1320 року як Theluk, а потім у 1393 році як Chepe.

## Туристичні місця
- залишки поселення доби неоліту (IV тисячоліття до н. е.), доби бронзи (II тисячоліття до н. е.).
- поселення пізньобронзової доби розташоване в урочищі Весет Фалу.
- в урочищі Бланка Таня — давньослов'янське поселення VIII — першої половини ІХ століть

## Населення
Згідно з переписом УРСР 1989 року чисельність наявного населення села становила 1803 особи, з яких 878 чоловіків та 925 жінок.
За переписом населення України 2001 року в селі мешкали 1943 особи.
1968 року в селі встановлено пам'ятник загиблим у Другій світовій війні (скульптор Михайло Кордіяка, архітектор С. Смуріков).
У 1987 році в селі було відкрито школу, яка тепер має назву: навчально-виховний комплекс «Чепівська загальноосвітня школа I—III ступенів- дошкільний навчальний заклад». Знаходиться за адресою: 90361, Закарпатська область,Виноградівський район, село Чепа, вулиця Фогороші, 31.

### Мова
Розподіл населення за рідною мовою за даними перепису 2001 року:
| Мова       | Відсоток |
| ---------- | -------- |
| угорська   | 66,91 %  |
| українська | 32,63 %  |
| російська  | 0,41 %   |